# Wereldkampioenschappen roeien 1977
De 7e editie van de wereldkampioenschappen roeien werd in 1977 gehouden in Amsterdam, Nederland. Plaats van handeling was de Bosbaan.

## Medaillewinnaars

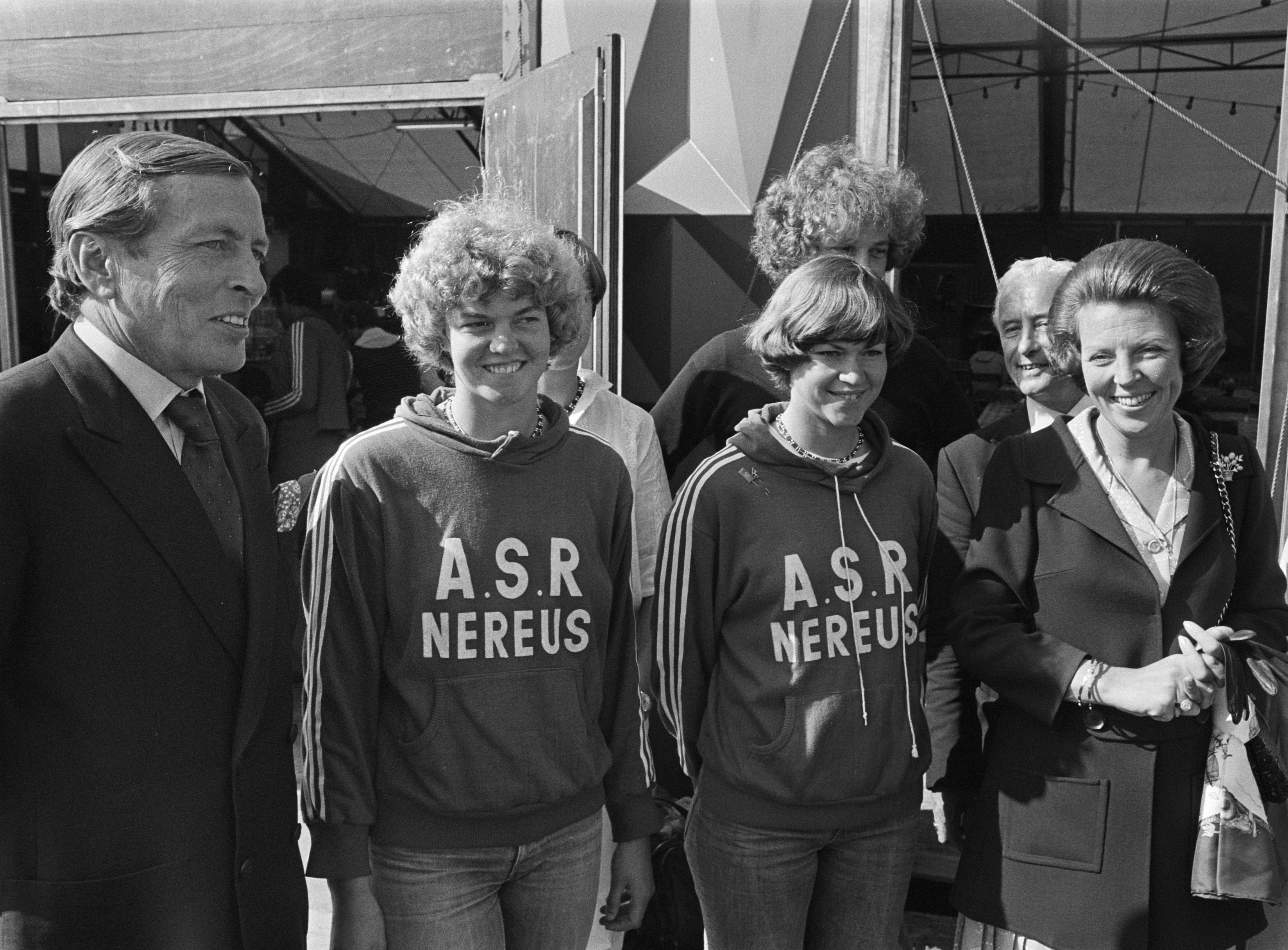
Zilver op de twee zonder: Joke Dierdorp (2e van links) en Karin Abma, hier tussen prins Claus en prinses Beatrix

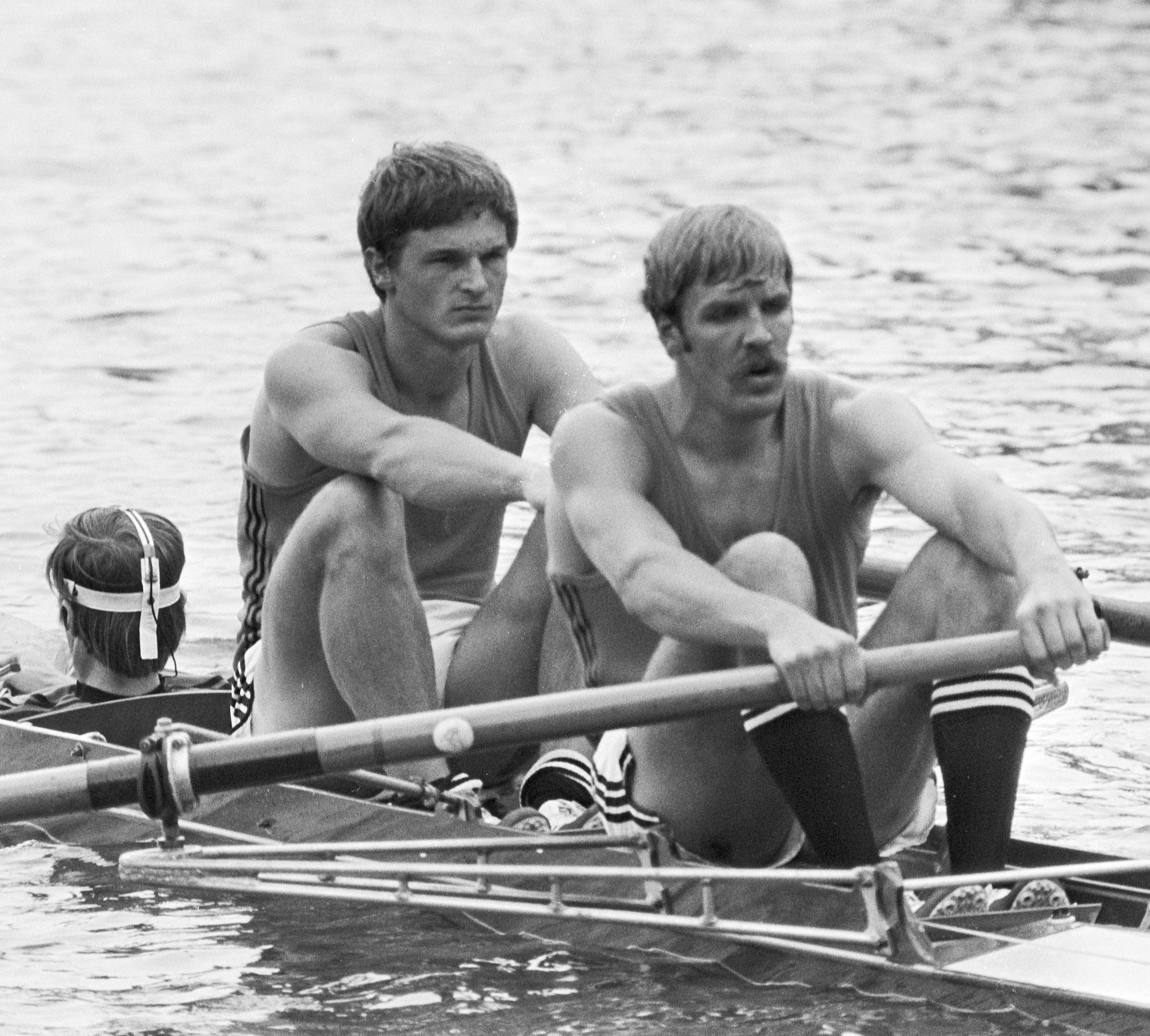
Evert Kroes en Peter van de Pas met stuurman Poul de Haan veroverden een 4e plaats

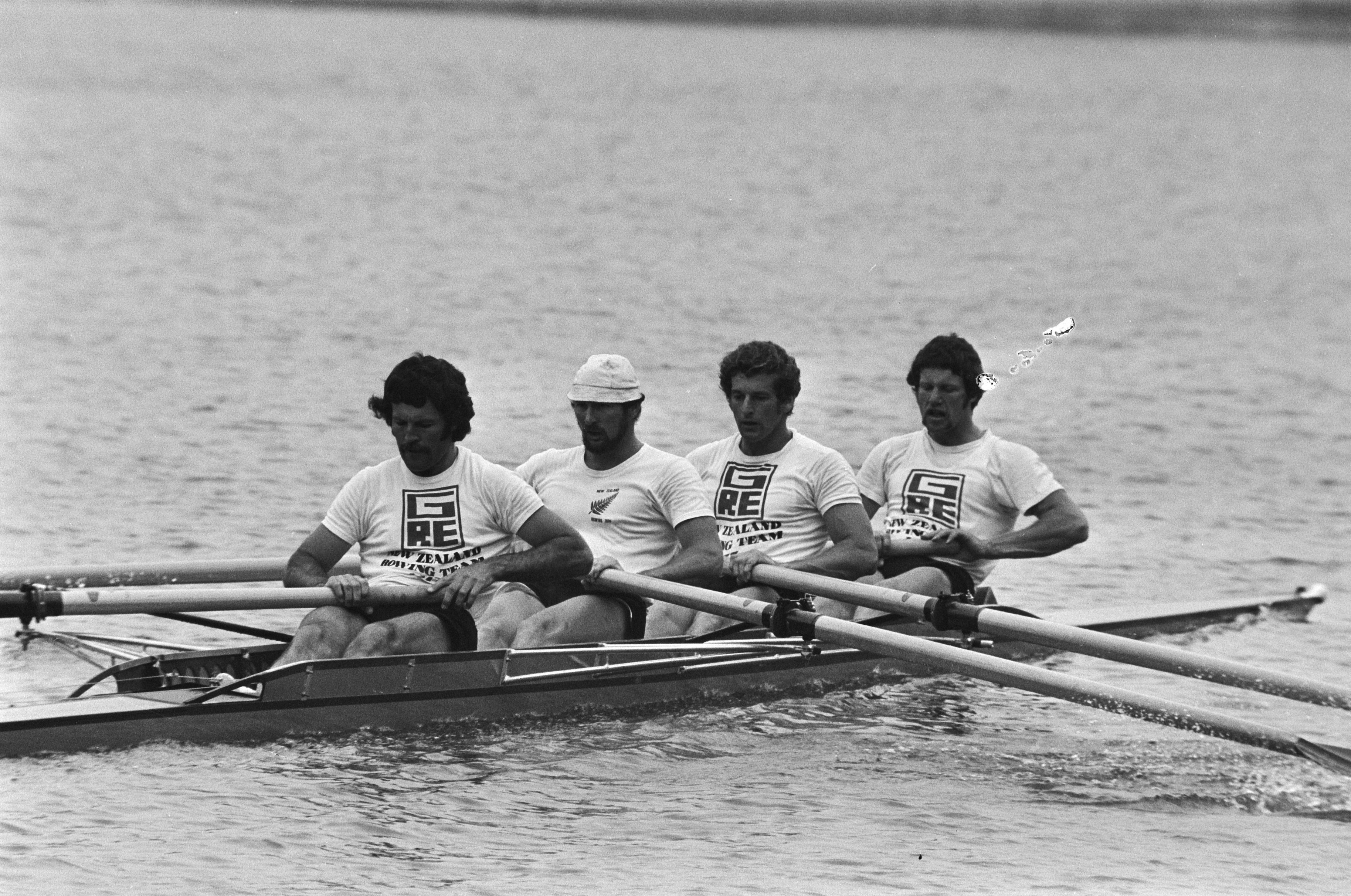
De vier zonder uit Nieuw-Zeeland met Dave Rodger, Des Lock, Ivan Sutherland en David Lindstrom won zilver

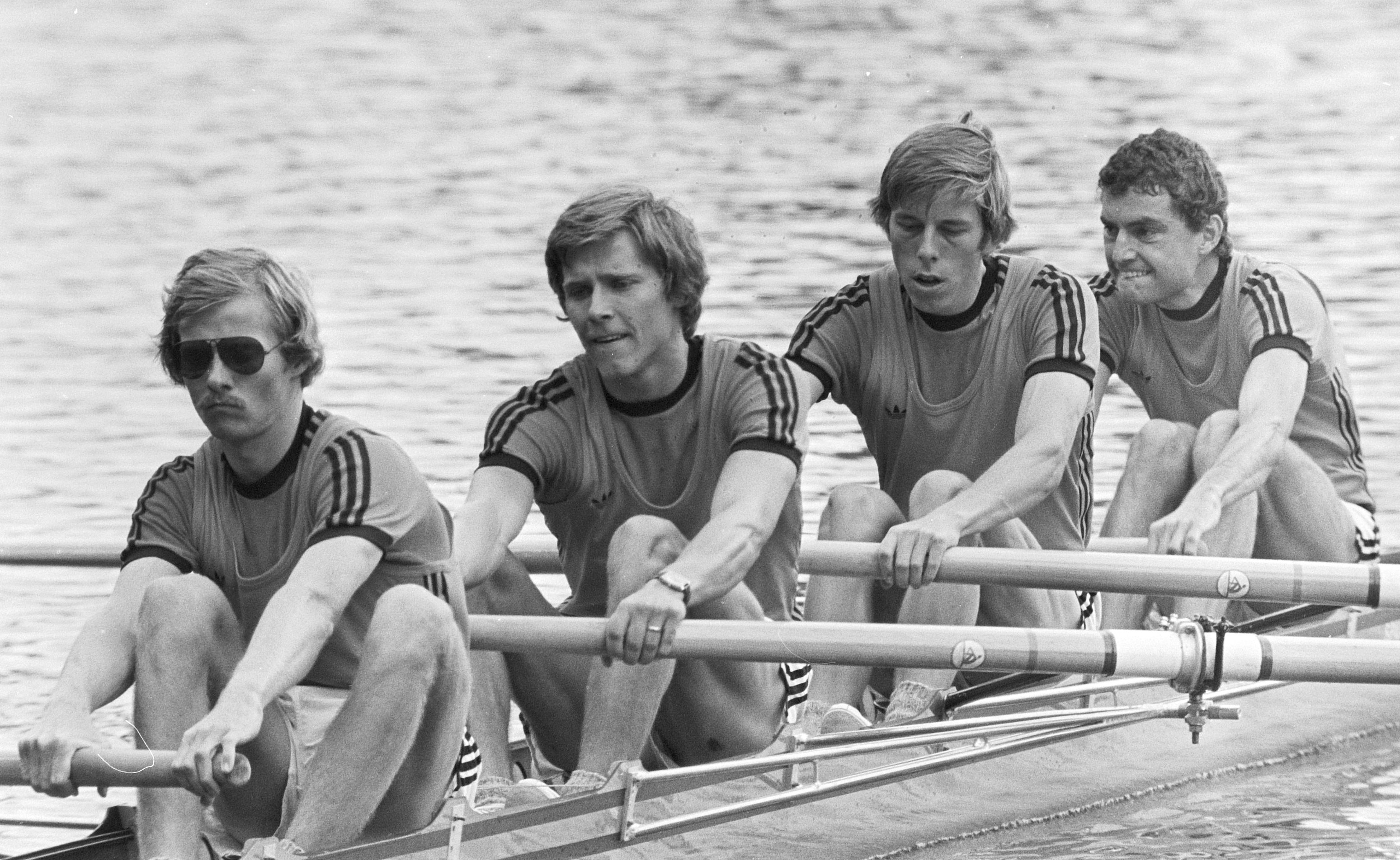
De lichte 4 zonder met Ge Schous, Hans Pieterman, Hans Povel en Hans Lycklama pakte het brons

### Mannen
| Bootklasse              | Goud | Goud    | Zilver | Zilver  | Brons | Brons   |
| Skiff M1x               | Joachim Dreifke | 7.12,22 | Pertti Karppinen | 7.15,53 | Nikolai Dowgan | 7.20,23 |
| Lichte skiff LM1x       | Reto Wyss | 7.18,58 | Morten Espersen | 7.18,59 | Lawrence Klecatsky | 7.19,28 |
| Dubbel twee M2x         | Verenigd Koninkrijk Chris Baillieu Michael Hart | 6.42,83 | Duitse Democratische Republiek Hans-Ulrich Schmied Rüdiger Reiche | 6.44,70 | Sovjet-Unie Gennadi Korsjikov Evgeni Shorniy | 6.45,93 |
| Twee zonder M2-         | Sovjet-Unie Vitali Jelissejev Aleksandr Koelagin | 7.06,19 | Verenigd Koninkrijk Jim Clark John Roberts | 7.09,63 | Duitse Democratische Republiek Bernd Krauß Ortwin Rodewald | 7.13,36 |
| Twee met M2+            | Bulgarije Dimitar Yanakiev Todor Mrankov Stefan Stoykov (s) | 7.21,72 | Duitse Democratische Republiek Friedrich-Wilhelm Ulrich Harald Jährling Georg Spohr (s)                                                                                | 7.24,60 | Tsjecho-Slowakije Karel Mejta Karel Neffe Jiří Pták (s) | 7.28,72 |
| Dubbel vier M4x         | Duitse Democratische Republiek Frank Dundr Martin Winter Karl-Heinz Bußert Wolfgang Güldenpfennig                                                                        | 5.57,44 | Tsjecho-Slowakije Karel Černý Filip Koudela Zdeněk Pecka Václav Vochoska                                                                                               | 6.01,37 | Bulgarije Khristo Zhelev Lyubomir Petrov Bogdan Dobrev Eftim Stoyanov                                                                                            | 6.04,43 |
| Vier zonder M4-         | Duitse Democratische Republiek Wolfgang Mager Stefan Semmler Andreas Decker Siegfried Brietzke                                                                           | 6.16,73 | Nieuw-Zeeland Dave Rodger Des Lock Ivan Sutherland David Lindstrom | 6.19,14 | Tsjecho-Slowakije Pavel Konvička Josef Neštický Vlastimil Beránek Lubomír Zapletal                                                                               | 6.21,10 |
| Vier met M4+            | Duitse Democratische Republiek Dieter Wendisch Walter Dießner Gottfried Döhn Ullrich Dießner Andreas Gregor (s)                                                          | 6.39,16 | West-Duitsland Gabriel Konertz Wolfram Thiem Frank Schütze Klaus Meyer Helmut Sassenbach (s)                                                                           | 6.41,76 | Bulgarije Tsvetan Petkov Rumen Khristov Nasko Markov Ivan Botev Nenko Dobrev (s)                                                                                 | 6.49,63 |
| Lichte vier zonder LM4- | Frankrijk Francis Pelegri André Coupat Michel Picard André Picard | 6.30,00 | Australië Colin Smith Peter Antonie Simon Gillett Geoffrey Rees | 6.31,44 | Nederland Hans Lycklama Hans Povel Hans Pieterman Ge Schous | 6.34,11 |
| Acht M8+                | Duitse Democratische Republiek Gerd Sredzki Bernd Lindner Frank Gottschalt Ulrich Kons Hans-Joachim Lück Bernd Frieberg Ulrich Karnatz Wolfgang Gunkel Frank Jahncke (s) | 5.45,36 | Sovjet-Unie Raul Arnemann Mikhail Kuznetsov Valeriy Dolinin Alexander Beljaev Anatoly Ivanov Vasily Potapov Aleksandr Klepikov Vladimir Eshinov Aleksandr Lukyanov (s) | 5.50,71 | West-Duitsland Fritz Schuster Diethelm Maxrath Thomas Scholl Klaus Roloff Gerhard Reinert Winfried Ringwald Volker Sauer Wolf-Dieter Oschlies Hartmut Wenzel (s) | 5.52,83 |
| Lichte acht LM8+        | Verenigd Koninkrijk Nigel Read Paul Stuart-Bennett Christopher George Stephen Simpole Colin Cusack Duncan Innes Daniel Topolski Christopher Drury Patrick Sweeney (s)    | 5.57,37 | Spanje Antonio Elizalde Javier Puertas Dionisio Redondo Jose Mas Jose Marti Rafael Gomez Fernando Climent José Rojí Carmelo Lafuente (s)                               | 5.57,44 | Australië Phillip Gardiner Malcolm Robertson Phillip Ainsworth Rodney Stewart Ian Porter Alan de Belin Richard Garrard John Hawkins David England (s)            | 6.00,51 |

### Vrouwen
| Bootklasse           | Goud | Goud    | Zilver | Zilver  | Brons | Brons   |
| Skiff W1x            | Christine Scheiblich | 3.34,31 | Iskra Welinowa | 3.36,31 | Mariann Ambrus | 3.37,27 |
| Dubbel twee W2x      | Duitse Democratische Republiek Anke Borchmann Roswitha Zobelt                                                                                                  | 3.16,83 | Bulgarije Svetla Otsetova Sdravka Jordanova | 3.20,04 | Verenigde Staten Elizabeth Hills-O'Leary Lisa Hansen Stone                                                                            | 3.22,48 |
| Twee zonder W2-      | Duitse Democratische Republiek Sabine Dähne Angelika Noack | 3.27,89 | Nederland Joke Dierdorp Karin Abma | 3.30,54 | Canada Susan Antoft Elizabeth Craig                                                                                                   | 3.32,89 |
| Dubbel vier met W4x+ | Duitse Democratische Republiek Sybille Tietze Viola Kowalschek Petra Boesler Sabine Gust Elke Rost (s)                                                         | 3.10,11 | Roemenië Maria Mosneagu Felicia Afrăsiloaie Aneta Marin Veronica Juganaru Elena Giurcă (s)                                                                      | 3.12,55 | Bulgarije Rositsa Spasova Anka Bakova Rumelyana Boncheva Penka Gotcheva Stanka Georgieva (s)                                          | 3.16,21 |
| Vier met W4+         | Duitse Democratische Republiek Marion Rohs Ilona Richter Katja Rothe Bärbel Bendiks Marina Wilke (s)                                                           | 3.20,59 | Sovjet-Unie Raisa Tsarkova Valentina Alekseeva Sofia Shurkalova Nina Abramova Nina Frolova (s)                                                                  | 3.23,14 | Roemenië Florica Zamfir Georgeta Militaru-Mașca Florica Silaghi Elena Avram Elena Giurcă (s)                                          | 3.25,29 |
| Acht W8+             | Duitse Democratische Republiek Cornelia Klier Ute Steindorf Gabriele Lohs Kersten Neisser Marita Sandig Andrea Kurth Bianka Schwede Karin Metze Sabine Heß (s) | 3.00,23 | Sovjet-Unie Olga Pivovarova Nina Antoniuk Tatyana Bunjak Nadezhda Dergatchenko Nataliya Horodilova Nina Umanets Maria Paziun Olga Krishevich Raisa Kirilova (s) | 3.02,37 | Canada Joy Fera Christine Neuland Jacklin Kelly Nancy Higgins Dolores Young Tricia Smith Mazina Delure Carol Eastmore Ilona Smith (s) | 3.05,72 |

## Medaillespiegel
| Plaats | Land                           | Goud | Zilver | Brons | Totaal |
| 1      | Duitse Democratische Republiek | 11   | 2      | 1     | 14     |
| 2      | Verenigd Koninkrijk            | 2    | 1      | 0     | 3      |
| 3      | Sovjet-Unie                    | 1    | 3      | 2     | 6      |
| 4      | Bulgarije                      | 1    | 2      | 3     | 6      |
| 5      | Frankrijk                      | 1    | 0      | 0     | 1      |
| 5      | Zwitserland                    | 1    | 0      | 0     | 1      |
| 7      | Tsjecho-Slowakije              | 0    | 1      | 2     | 3      |
| 8      | West-Duitsland                 | 0    | 1      | 1     | 2      |
| 8      | Nederland                      | 0    | 1      | 1     | 2      |
| 8      | Australië                      | 0    | 1      | 1     | 2      |
| 8      | Roemenië                       | 0    | 1      | 1     | 2      |
| 12     | Denemarken                     | 0    | 1      | 0     | 1      |
| 12     | Finland                        | 0    | 1      | 0     | 1      |
| 12     | Nieuw-Zeeland                  | 0    | 1      | 0     | 1      |
| 12     | Spanje                         | 0    | 1      | 0     | 1      |
| 16     | Canada                         | 0    | 0      | 2     | 2      |
| 16     | Verenigde Staten               | 0    | 0      | 2     | 2      |
| 18     | Hongarije                      | 0    | 0      | 1     | 1      |
| Totaal | Totaal                         | 17   | 17     | 17    | 51     |

Edities

1962 Luzern · 
1966 Bled · 
1970 St. Catharines · 
1974 Luzern · 
1975 Nottingham · 
1976 Villach · 
1977 Amsterdam · 
1978 Hamilton (alleen zwaar) · 
1978 Kopenhagen (alleen licht) · 
1979 Bled · 
1980 Hazewinkel · 
1981 München · 
1982 Luzern · 
1983 Duisburg · 
1984 Montréal · 
1985 Hazewinkel · 
1986 Nottingham · 
1987 Kopenhagen · 
1988 Milaan · 
1989 Bled · 
1990 Lake Barrington · 
1991 Wenen · 
1992 Montréal · 
1993 Račice · 
1994 Indianapolis · 
1995 Tampere · 
1996 Motherwell · 
1997 Aiguebelette · 
1998 Keulen · 
1999 St. Catharines · 
2000 Zagreb · 
2001 Luzern · 
2002 Sevilla · 
2003 Milaan · 
2004 Banyoles · 
2005 Gifu · 
2006 Eton · 
2007 München · 
2008 Ottensheim · 
2009 Poznań · 
2010 Hamilton · 
2011 Bled · 
2012 Plovdiv · 
2013 Chungju · 
2014 Amsterdam ·
2015 Aiguebelette ·
2016 Rotterdam ·
2017 Sarasota ·
2018 Plovdiv ·
2019 Ottensheim ·
2020 Bled ·
2021 Shanghai ·
2022 Račice ·
2023 Belgrado ·
2024 St. Catharines ·
2025 Shanghai · 
2026 Amsterdam

Onderdelen

Skiff · 
Lichte skiff · 
Dubbel twee · 
Lichte dubbel twee · 
Twee zonder · 
Lichte twee zonder · 
Twee met

Dubbel vier · 
Dubbel vier met · 
Lichte dubbel vier · 
Vier zonder · 
Lichte vier zonder · 
Vier met · 
Acht · 
Lichte acht